# Édouard Brun

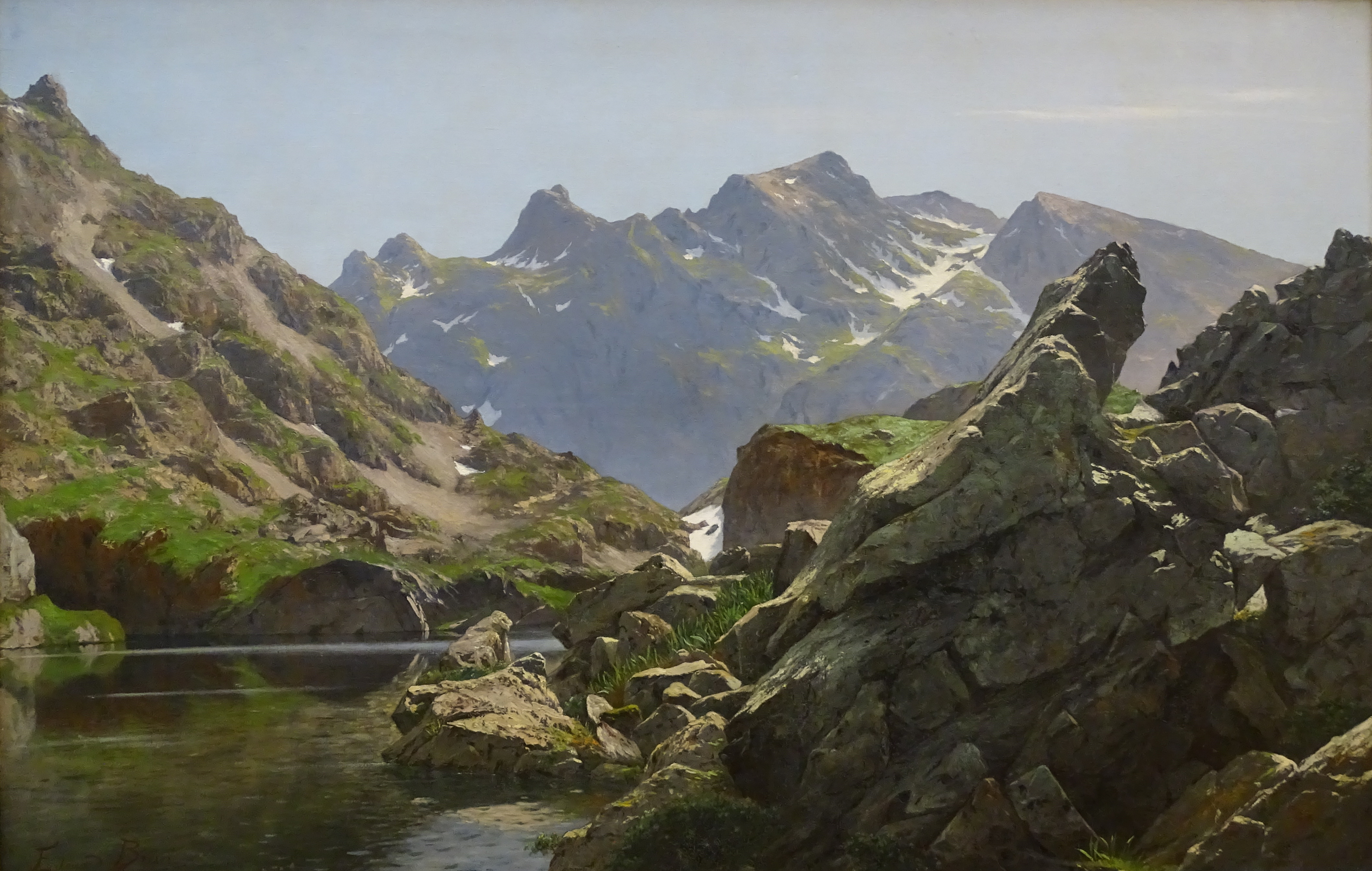
Édouard Brun, Le Lac Merlat, 1901, Museo de Grenoble.

Édouard-Joseph Brun, nacido el 3 de abril de 1860 en Grenoble y muerto en 1935 en Saint-Vincent-de-Mercuze, es un pintor de paisajes francés, conocido por sus pinturas de montaña.

## Biografía

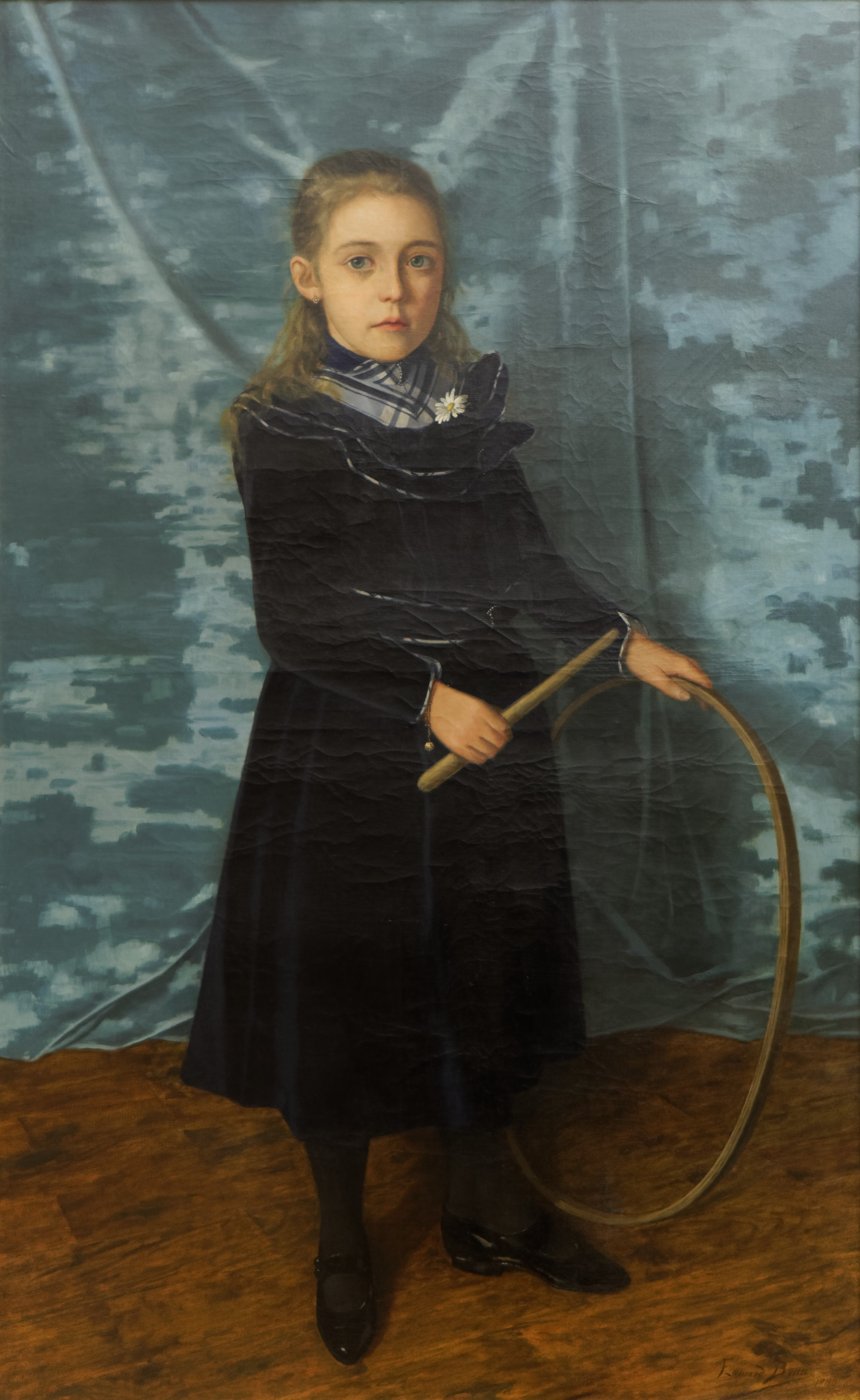
Édouard Brun - Retrato de Marguerite Charlon

Édouard Brun estudió en el seminario menor de Grenoble y allí comenzó su formación artística bajo la dirección del padre Guétal, también pintor de montaña (Laurent Guétal). Se inició en el mundo de la pintura montando una galería donde exponía a sus amigos pintores y frecuentaba a François-Auguste Ravier y al gran pintor holandés Johan Barthold Jongkind que entonces descubrió el Delfinado. Fue uno de los alumnos de Jean Achard (1807-1884) quien, desde su regreso a Grenoble, tuvo una gran influencia en toda una generación de pintores del Delfinado, incluidos Laurent Guétal y Charles Bertier. Luego se dedicó a su carrera de pintor que combinó con su práctica del alpinismo que le permitió pintar in situ las cumbres del Delfinado y los otros Alpes. Murió en Saint-Vincent-de-Mercuze en 1935.

## Carrera artística
En 1892 expuso sus primeros cuadros en la Société des Amis des Arts de Grenoble, en el Salon du Blanc et Noir.
Se unió a la Sociedad de Pintores de Montaña en 1903 y expuso allí con mucha regularidad. También participará en exposiciones en París y también en el extranjero. : Londres, Turín y San Petersburgo. Expuso en particular en el Salón de la Escuela Francesa en 1914. : Flor oriental, pastel (no 635) y en 1924 : Grand lac de Laffrey (Dauphiné) (no 84 ), Lac Merlat, Macizo de Belledonne (Dauphiné) (no 85) y Bordes rosa vespertino en el Isère de Grenoble, pastel n 802 ).
Además de su pintura sobre lienzo, pintó grandes decoraciones murales para edificios públicos u hoteles. También colaboró en revistas turísticas y publicó, bajo el seudónimo de Q. Laro, caricaturas satíricas en Les Alpes pintorescos y Le Petit Dauphiné.

## Obras
Édouard Brun dejó una abundante obra asociando diferentes géneros: pintura al óleo, acuarelas, pasteles y aguadas con tinta china.
Sus temas son sobre todo los paisajes de montaña y alta montaña del Delfinado y los grandes macizos alpinos.
Para la Exposición Universal de 1900, por encargo del Ministerio de Agricultura, realiza una serie de grandes acuarelas que representan las obras construidas en las montañas por la administración de Aguas y Bosques.
Algunas de sus acuarelas están reproducidas en La Chaîne du Mont-Blanc por Henry Brégeault.
Se han realizado diversas retrospectivas de su obra:
- en 1937, en Niza (galería Montauti);
- en 1991, en Grenoble (Espacio Achard del Ayuntamiento de Grenoble).[3]